# Os Rituais Satânicos
Os Rituais Satânicos (inglês: The Satanic Rituals) um livro escrito por Anton Szandor LaVey e publicado em 1972, três anos após a Bíblia Satânica. Trata-se de um cerimonial com nove rituais, acompanhados de um ensaio introdutório cada um.
A primeira edição, da Harper Collins, contém 224 páginas (ISBN 0-380-01392-4). Também foi publicado em capa dura pela Buccaneer Books, em 1991 (ISBN 0-89966-827-5), e pela Universe Books, em 1978 (ISBN 0-8216-0171-7).

## Considerações Inicias
"O resultado final da proteção dos homens contra os efeitos da tolice é um mundo cheio de tolos."  — Herbert Spencer

## Sumário
- Introdução
- Respeitante aos Rituais
- O Psicodrama Original — A Missa Negra
- L'Air Epais —  A Cerimônia da Agonia
- A Sétima Declaração Satânica — Das Tierdrama
- A Lei do Trapezoide — Die elektrischen Vorspiele
- Noite na Montanha Calva —  As Honrarias a Tchort
- Peregrinos na Idade do Fogo — O Mandamento de Al-Shaitan
- A Metafísica Lovecraftiana — A Cerimônia do Nove Ângulos e O Clamor a Cthulhu (escritos por Michael Aquino )
- O Batismo Satânico — Ritos Adulto e Infantil
- O Conhecido Desconhecido